# Xã Alsace, Quận Berks, Pennsylvania
Xã Alsace (tiếng Anh: Alsace Township) là một xã thuộc quận Berks, tiểu bang Pennsylvania, Hoa Kỳ. Năm 2010, dân số của xã này là 3.751 người.